# چارلز لیندبلوم
چارلز ادوارد لیندبلوم (انگلیسی: Charles E. Lindblom؛ زادهٔ ۲۱ مارس ۱۹۱۷ درگذشته ۳۰ ژانویهٔ ۲۰۱۸ (۱۰۰ سال)) یک دانشمند اهل ایالات متحده آمریکا است. او پروفسور استرلینگ بازنشسته‌ی علم سیاست و علم اقتصاد در دانشگاه ییل است. لیندبلوم رئیس پیشین انجمن آمریکایی علم سیاست و انجمن مطالعات اقتصادی تطبیقی و همچنین مدیر پیشین مؤسسه‌ی مطالعات اجتماعی و سیاست‌گذاری دانشگاه ییل بوده‌است. وی همچنین برندهٔ جوایزی چون کمک‌هزینه گوگنهایم شده‌است.

## ترجمهٔ آثار به فارسی
از چارلز لیندبلوم کتاب نظام بازار، با ترجمه‌ی محمد مالجو، توسط نشر نی به‌چاپ رسیده‌است.